# Tiko
Tiko è un centro abitato del Camerun, situato nella Regione del Sudovest.